# Jagdhausalm

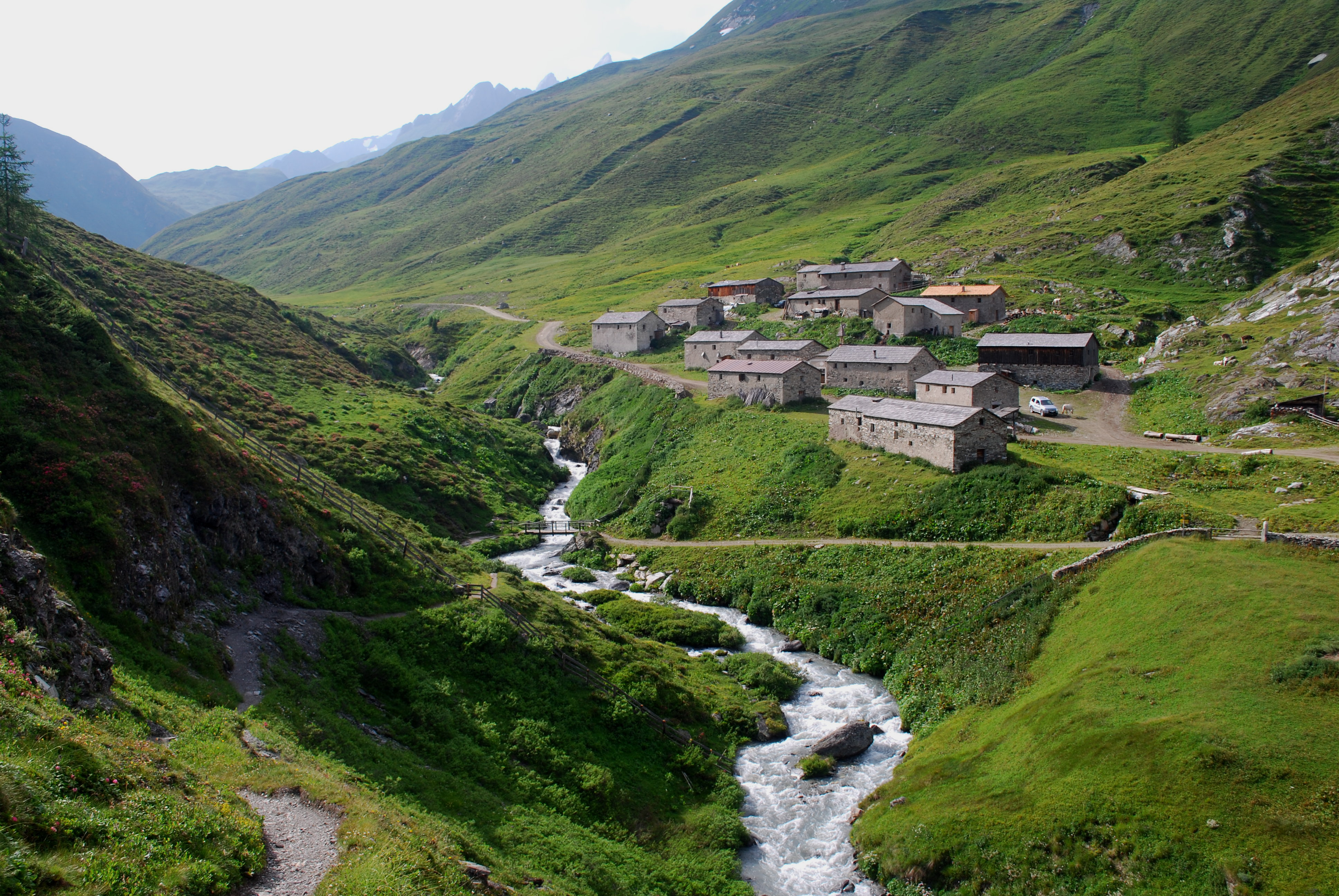
Jagdhausalm von Osten, Arventalbach

Die Jagdhausalm liegt im Nationalpark Hohe Tauern am Ende des Osttiroler Defereggentals auf über 2000 m Seehöhe weit oberhalb der Waldgrenze und gehört zu den ältesten Almen Österreichs. Sie besteht aus 16 Steinhäusern, die alle unter Denkmalschutz stehen, und einer Kapelle, und wird aufgrund ihrer Erscheinung auch als „tibetisches Dorf“ bezeichnet. Die Siedlung kann über eine nicht öffentliche Straße von Anrainern mit dem Pkw erreicht werden. Ein Zugang ist entweder von Südtiroler Seite vom Reintal über das Klammljoch (nicht öffentlich befahrbar) oder aus dem Defereggental über die Seebachalm (öffentlich befahrbare Mautstraße von Erlsbach bis zur Oberhausalm, 1786 m) möglich.

## Geschichte

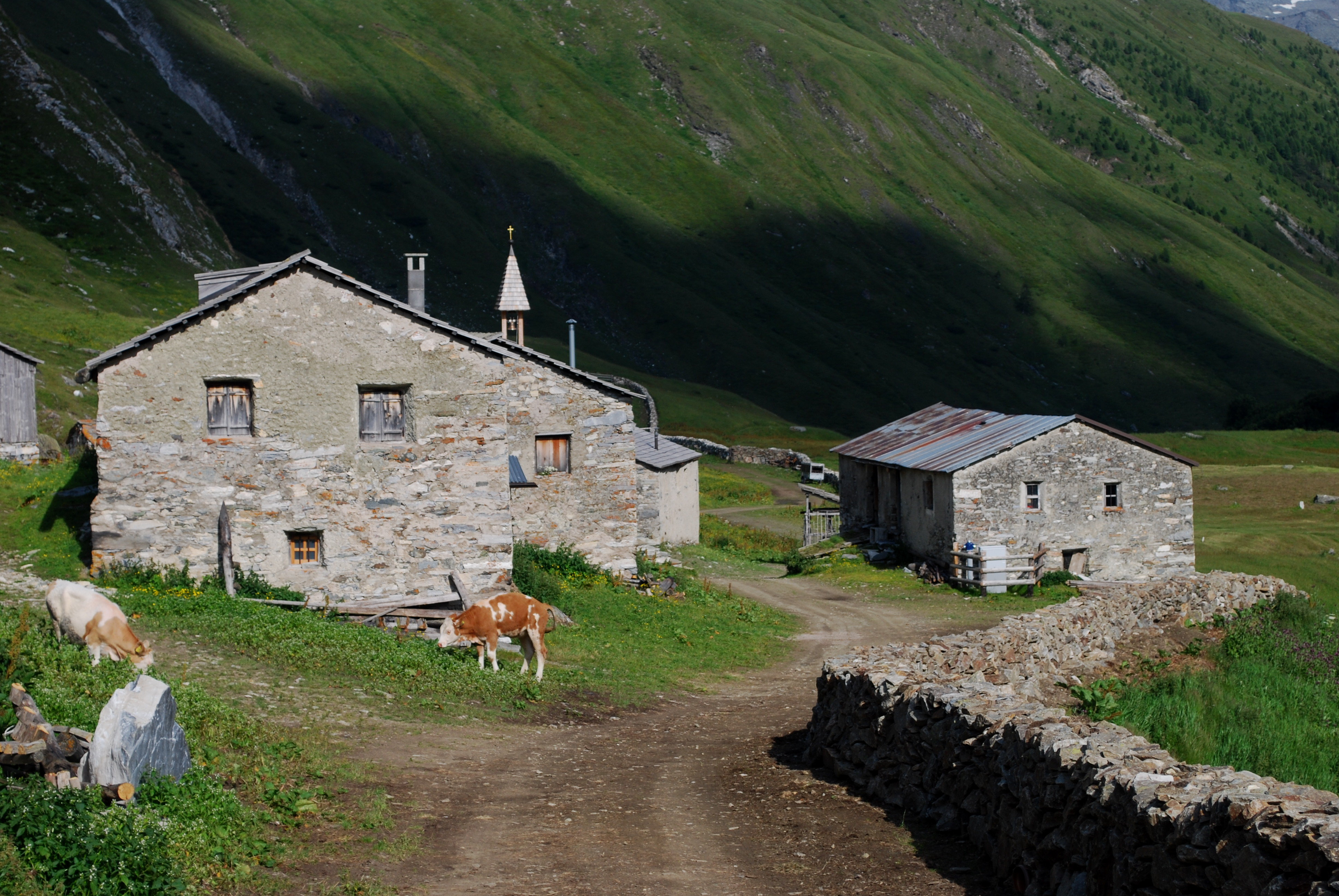
Steinhäuser der Jagdhausalm

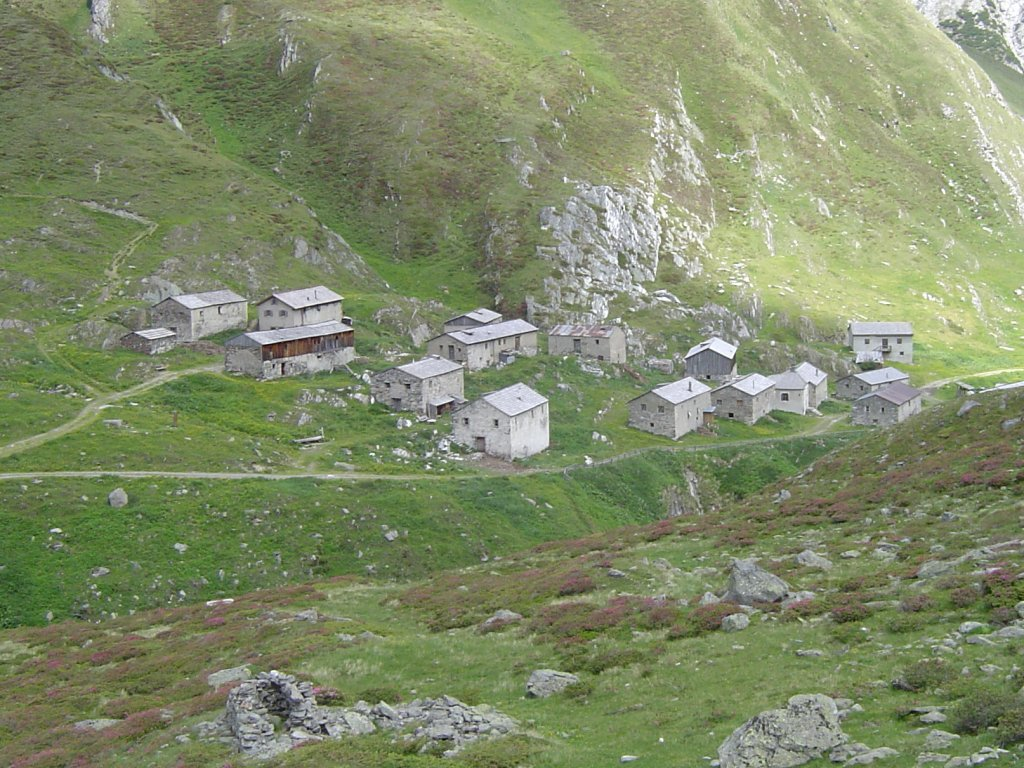
Jagdhausalm von Süden

Die Jagdhausalm wurde im Jahr 1212 als „sechs Höfe, die man in der Volkssprache Schwaighöfe nennt, alle beisammengelegen am Ort Jagehusen im Bereich Schwarzach“ erstmals urkundlich genannt. Zu diesem Zeitpunkt wurde sie als Dauersiedlung ganzjährig als Schwaige bewirtschaftet. Jedoch musste aufgrund der extremen Höhenlage diese Viehzuchtnutzung bald aufgegeben werden. Bereits 1406 werden anstatt von Höfen nur noch „Alben“ in diesem Bereich genannt. Seitdem werden die Häuser als Sommeralm genutzt. Funde aus dem 7. Jahrtausend v. Chr. am etwa 3,5 km entfernten Klammljoch, dem auf 2288 m Höhe gelegenen Übergang nach Südtirol ins Reintal, belegen sowohl eine frühe Begehung der Talübergänge als auch die Existenz von Lagerplätzen frühsteinzeitlicher Jäger.
Obwohl die Alm selbst in Osttirol gelegen ist, liegen heute die Weiderechte aufgrund jahrhundertealter Regelungen und größtenteils auch das Grundeigentum im Besitz von Südtiroler Bauern, insbesondere aus Ahornach. Dazu dürfen diese die Staatsgrenze am Klammljoch beliebig mit Fahrzeugen passieren.
Jährlich Mitte Juni werden rund 330 Jungrinder auf die Alm getrieben. Fünf bis sechs Senner kümmern sich um die Tiere, die im August auf der Hochalm (bis auf 2400 m Seehöhe) weiden. Die Milchverarbeitung erfolgt nur noch im Rahmen des Eigenbedarfs. Noch in den 1950er-Jahren verarbeiteten 37 Senner 50.000 Liter Milch und Käse von 340 Rindern.
2007 wurde die Jagdhausalm von den Lesern der Kleinen Zeitung in Anlehnung an die „Neuen Weltwunder“ zum größten Weltwunder Kärntens und Osttirols gewählt.

## Sehenswürdigkeiten
Die Maria-Hilf-Kapelle wurde 1840/41 erweitert und besteht aus einer Rundapsis, Satteldach und Tonnengewölbe mit Stichkappe. Der Altar aus dem Jahr 1841 zeigt die Jagdhausalmen mit einem darüber schwebenden Marienbild. Des Weiteren bestehen Figuren der Viehheiligen Silvester und Nikolaus.
Die Häuser der Almsiedlung selbst dienen als Ställe, Vorratslager und Behausungen der Senner. Sie sind aufgrund des fehlenden Bauholzes (die Siedlung liegt oberhalb der Waldgrenze) aus lokal vorkommenden Steinen errichtet. Bei den kleineren Nebengebäuden wurden auch die Dächer aus Stein errichtet. Die größeren tragen ein Holzschindeldach.
Oberhalb des Almdorfes liegt versteckt hinter einem Moränenwall ein kleiner, kreisrunder See, das Pfauenauge. Die Ränder dieses Sees sind von Hochlandschilf gesäumt. Eine weitere Besonderheit ist der zwischen der Oberhausalm und der Jagdhausalm gelegene Zirbenwald. Dieser ist in seiner Ausdehnung und Geschlossenheit einmalig in den Ostalpen.

## Jagdhauslied und -gedicht
Der aus Mühlen in Taufers stammende Weihbischof Heinrich Forer dichtete zu Ehren der Alm das bekannte Jagdhauslied sowie ein 130 Strophen umfassendes Jagdhausgedicht.

## Gipfel in der Umgebung
- Rötspitze (3495 m)
- Daberspitze (3402 m)
- Totenkarspitze (3133 m)
- Arventalspitze (3083 m)
- Hörnle (2744 m)

## Übergänge
- Klammljoch (2288 m) ins Knuttental, ein Seitenast des Reintals
- Rotenmannjoch (2886 m) zur Lenkjöchlhütte
- Rotenmanntörl (2997 m) zur Neuen Reichenberger Hütte oder Clarahütte
- Schwarzes Törl (2941 m) zur Reichenberger Hütte oder Clarahütte
- Roßhornscharte (2916 m) zur Barmer Hütte